# Рябой Андрій Олександрович
Андрій Олександрович Рябой (нар. 26 березня 1988) — український футболіст, воротар.

## Клубна кар'єра

### «Металург»
Андрій народився 26 березня 1988 року. У 16-річному віці грав за «Південьсталь» (Єнакієво), а перед тим захищав честь юнацької команди «Металурга» (Донецьк). Наприкінці 2004 року підписав професійний контракт із «Металургом». Там він пробув до 2010 року, після чого в кар'єрі голкіпера були два сезони за аматорський «Словхліб» (Слов'янськ).

### «Динамо»
У першій половині сезону 2011/12 Рябой захищав кольори хмельницького «Динамо» (ІІ ліга).

### «Геліос»
У другому колі перейшов до харківського «Геліоса» (І ліга). У Харкові Андрій пробув до 2015 року.

### «Верес»
7 серпня підписав трудову угоду з рівненським «Вересом». За період своїх професійних виступів Рябой провів 50 матчів у першості дублерів і 41 поєдинок у змаганнях під егідою ПФЛ.